# Jimmy Shergill
Jimmy Shergill (znany też jako Jasjit Shergill; ur. 3 grudnia 1970 w Gorakhpur w stanie Uttar Pradesh) to bollywoodzki aktor z rodziny, która po zamordowaniu Indiry Gandhi przez bodyguarda Sikha w obawie przed rzeziami sikhów, musiała opuścić Uttar Pradesh uciekając do Pendżabu. Z wyznania sikh. Żonaty, jedno dziecko. Debiutował w 1996 w Maachis. Studiował w Delhi.

## Filmografia
- Nazywam się Khan (2008)
- Bbd (2008)
- Love In Kashmir (2008)
- Dum Dum Diga Diga (2008)
- Bachelor Party (2008)
- Prateeksha (2008)
- Khaffa (2008) – Jai
- Środa (2008)
- Strangers (2007) (2007)
- Dus Kahaniyaan (2007) (w produkcji)
- Chhodon Naa Yaar (2007) – Ravi
- Victoria No. 203 (2007) – Jimmy Joseph
- Zakochani rywale (2007) – Sunny Khanna
- Delhii Heights (2007) – Abi
- Hastey-Hastey (2007)
- Eklavya: The Royal Guard (2007) – Udaywardhan
- Rehguzar (2006) – Rahul Khanna
- Bas Ek Pal (2006) – Rahul Kher
- Lage Raho Munnabhai (2006) – Victor D’Souza
- Yun Hota Toh Kya Hota (2006) – Hemant Punj
- Tom Dick And Harry (2006) – Harry
- Umar (film) (2006) – Shashank
- Yahaan (2005) – Kapitan Aman
- Silsilay (2005) – Tarun
- Yaara Naal Baharan (2005)
- Zakochani (2004) – Mihir
- Charas (2004) – Dev Anand
- Agnipankh (2004) – Siddharth Singh
- Munna Bhai M.B.B.S. (2003) – Zaheer
- Haasil (2003) – Aniruddha
- Kehtaa Hai Dil Baar Baar (2002) – Sunder Kapoor
- Dil Vil Pyar Vyar (2002) – Hrithik Mittal
- Dil Hai Tumhaara (2002) – Samir
- Wesele mojej ukochanej (2002) – Rohit
- Yeh Zindagi Ka Safar (2001) – Jay Bharadwaj
- Miłość żyje wiecznie (2000) – Karan Choudhry
- Jahan Tum Le Chalo (1999)
- Maachis (1996) – Jaimal (Jimmy)